# Rattus marmosurus
Rattus marmosurus és una espècie de mamífer rosegador de la família dels múrids. És endèmica del nord i centre de Sulawesi (Indonèsia). Es tracta d'un animal terrestre i arborícola que menja principalment fruita. Habita els boscos. Està amenaçat per la degradació dels boscos i la seva caça com a aliment.